# Johana Magdaléna Sasko-Altenburská
Johana Magdaléna Sasko-Altenburská (14. ledna 1656 – 22. ledna 1686) byla rodem sasko-altenburskou a sňatkem sasko-weissenfelskou vévodkyní.

## Život
Narodila se v Altenburgu jako jediná dcera sasko-altenburského vévody Fridricha Viléma II. a jeho druhé manželky Magdalény Sibyly Saské, dcery saského kurfiřta Jan Jiřího. Poměrně brzy osiřela a pobývala na panstvích svých strýců Jana Jiřího II. Saského a Mořice Sasko-Zeitzského. Její jediný přeživší bratr, vévoda Fridrich Vilém III. zemřel na neštovice, když mu bylo pouhých 14 let. Tím zanikla starší linie Sasko-Altenburské větve rodu Wettinů.
Ve svém rodném městě se 25. října 1671 provdala za budoucího sasko-weissenfelského vévodu Jana Adolfa, kterému během patnáctiletého manželství porodila jedenáct potomků. Všichni tři synové, kteří se dožili dospělosti se postupně stali sasko-weissenfelskými vévody.
Johana zemřela ve věku 30 let a byla pohřbena do krypty zámeckého kostela Nejsvětější Trojice na zámku Neu-Augustusburg ve Weißenfelsu. Její manžel se po její smrti znovu oženil, ale neměl již žádné další potomky.

## Potomci
- 1. Magdaléna Sibyla Sasko-Weissenfelská (3. 9. 1673 Halle – 28. 11. 1726 Eisenach)[1]
⚭ 1708 Jan Vilém III. Sasko-Eisenašský (17. 10. 1666 Friedewald – 14. 1. 1729 Eisenach), vévoda sasko-eisenašský od roku 1698 až do své smrti[2][3]
- 2. August Fridrich (15. 9. 1674 Halle – 16. 8. 1675 tamtéž)[4]
- 3. Jan Adolf (7. 6. 1676 Halle – 18. 6. 1676 tamtéž)[5]
- 4. Jan Jiří Sasko-Weissenfelský (13. 7. 1677 Halle – 16. 3. 1712 Weißenfels), vévoda sasko-weissenfelský od roku 1697 až do své smrti[6][7]
⚭ 1698 Frederika Alžběta Sasko-Eisenašská (5. 5. 1669 Altenkirchen – 12. 11. 1730 Bad Langensalza)[8][9]
- 5. mrtvě narozený syn (*/† 24. 7. 1678 Halle)[10]
- 6. Johana Vilemína Sasko-Weissenfelská (20. 1. 1680 Halle – 4. 7. 1730 tamtéž), svobodná a bezdětná[11][12]
- 7. Fridrich Vilém (18. 1. 1681 Weißenfels – 20. 11. 1681 tamtéž)[13]
- 8. Kristián Sasko-Weissenfelský (23. 2. 1682 Weißenfels – 28. 6. 1736 Sangerhausen), vévoda sasko-weissenfelský od roku 1712 až do své smrti[14]
⚭ 1712 Luisa Kristýna ze Stolberg-Stolberg-Ortenbergu (21. 1. 1675 Ortenberg – 16. 5. 1738 Weißenfels)[15]
- 9. Anna Marie Sasko-Weissenfelská (17. 6. 1783 Weißenfels – 16. 3. 1731 Żary)[16]
⚭ 1705 hrabě Erdmann II. z Promnic (22. 8. 1683 Żary – 7. 9. 1745 tamtéž)[17]
- 10. Žofie Sasko-Weissenfelská (2. 8. 1684 Weißenfels – 6. 5. 1752 Slezské Rudoltice)[18][19]
I. ⚭ 1699 Jiří Vilém Braniborsko-Bayreuthský (16. 11. 1678 Bayreuth – 18. 12. 1726 tamtéž), markrabě braniborsko-bayreuthský od roku 1712 až do své smrti[20][21]
II. ⚭ 1734 Albert Josef z Hodic (16. 5. 1706 Slezské Rudoltice – 18. 3. 1778 Postupim), hrabě z Hodic a Wolframic[22]
- 11. Jan Adolf II. Sasko-Weissenfelský (4. 9. 1685 Weißenfels – 16. 5. 1746 Lipsko), vévoda sasko-weissenfelský od roku 1736 až do své smrti[23][24]
I. ⚭ 1721 Johanetta Antonie Juliána Sasko-Eisenašská (31. 1. 1698 Jena – 13. 4. 1726 Dahme)[25]
II. ⚭ 1734 Frederika Sasko-Gothajsko-Altenburská (17. 7. 1715 Gotha – 2. 5. 1775 Bad Langensalza)[26][27]